# Джексон, Декстер
Де́кстер Дже́ксон (англ. Dexter Jackson; род. 25 ноября 1969 года, Джэксонвилл, Флорида, США) — американский бодибилдер, победитель конкурса «Мистер Олимпия» в 2008 году. Пятикратный победитель конкурса «Арнольд Классик». В историю бодибилдинга вошел благодаря самому большому количеству побед на профессиональных турнирах. В его активе их 29. На 2020 год являлся наиболее возрастным из соревнующихся атлетов топ-уровня. До этого момента самым возрастным бодибилдером, выступавшим на конкурсе Мистер Олимпия, был британец Альберт Беклес, поднявшийся на сцену в 1991 году в возрасте 62 лет.

## Биография

### Ранние годы
Тяга к спорту проявилась в самом начале его жизни, с детства он был очень активным, хотя и самым маленьким из 6 детей в семье. Декстер занимался брейк-дансом, играл в футбол и бейсбол, занимался легкой атлетикой и боевыми искусствами. После школы не смог поступить в институт из-за беременности своей подруги и какое-то время работал поваром в ресторане. В феврале 2020 года Декстер Джексон заявил, что турнир Мистер Олимпия 2020 станет последним в его соревновательной карьере.

### Карьера культуриста
После победы на своем первом местном шоу, в 1989 году, Джексон по настоящему влюбился в бодибилдинг. После этого он начал тренироваться усерднее, начал серьезно готовится к другим соревнованиям в надежде получить профи-карту и стать профессиональным бодибилдером. В 1992 году Декстер Джексон принял участие в национальном чемпионате южных штатов NPC  где занял 3-е место.
После этого он ушел на 3 года со сцены, чтобы полностью посвятить себя набору мышечной массы. Декстер вернулся к выступлениям спустя 3 года в 1995 году. За этот период он набрал почти 5 кг качественных мышц, поэтому без всякой серьезной конкуренции занял 1-е место на чемпионате США 1995 года в полутяжелом весе. Занял 6-е место на чемпионате NPC в 1996 году в полутяжелом весе, а два года спустя удивил всех, выиграв чемпионат Северной Америки 1998 года, как в полутяжелом весе, так и в общей категории, где в конечном итоге получил свою профи-карту.
В течение нескольких месяцев после соревнований 1998 года он много работал и сидел на жесткой диете для своего первого профессионального шоу - Arnold Classic 1999 года, где занял почетное 7-е место. В том же году Джексон принял участие в 4 других соревнованиях, первым из которых был Гран-при Англии, где он занял 4-е место. Он продолжил свою серию выступлений, заняв 3-е, 9-е и 4-е места в 1999 Night of Champions, Mr. Olympia и World Pro Championships.
В течение следующих лет Джексон доминировал на сцене соревновательного бодибилдинга, как в свое время, Дориан Ятс, став несколько раз подряд победителем престижных соревнований Arnold Classic. Он занимал 1-е место на Arnold Classic 2005, 2006 и 2008 годов, но также выиграл ряд других турниров, таких как San Francisco Pro Invitational 2004, Гран-при Австралии IFBB 2007 года, Гран-при Австралии профессионалов IFBB VIII 2008 года. и Гран-при России IFBB  2008 года. Вскоре пришло время принять участие в Олимпии, и после 8 попыток Декстер победил действующего чемпиона Джея Катлера и выиграл свой первый титул Мистер Олимпия в 2008 году. Победа стала кульминацией карьеры Декстера.

### Антропометрические объемы
- Рост - 168 см
- Объем бицепса – 55 см
- Объем груди – 136 см
- Объем квадрицепс – 75 см
- Объем талия – 70 см
- Жим лежа - 220 кг
- Приседания - 245 кг
- Становая тяга - 250 кг

### Победы и титулы
| Соревнование                   | Место                         |
| Мистер Олимпия Европа 2016     | 1                             |
| Арнольд Классик Европа 2016    | 1                             |
| Мистер Олимпия 2016            | 3                             |
| Арнольд Классик Африка 2016    | 1                             |
| Арнольд Классик Европа 2015    | 1                             |
| Мистер Олимпия 2015            | 2                             |
| Арнольд Классик Австралия 2015 | 1                             |
| Арнольд Классик 2015           | 1                             |
| Сан-Марино Про 2014            | 3                             |
| Прага Про 2014                 | 2                             |
| Дубай Про 2014                 | 1                             |
| Арнольд Классик Европа 2014    | 3                             |
| Мистер Олимпия 2014            | 5                             |
| Тихуана Про 2013               | 1                             |
| Прага Про 2013                 | 2                             |
| Мистер Олимпия 2013            | 5                             |
| Гран При Австралия 2013        | 1                             |
| Арнольд Классик 2013           | 1                             |
| Мистер Олимпия 2012            | 4                             |
| Арнольд Классик 2012           | 5                             |
| Флорида Про Мастерз 2011       | 1 в категории Мастера 40+     |
| Арнольд Классик Европа 2011    | 2                             |
| Мистер Олимпия 2011            | 6                             |
| Фибо Пауэр Про 2011            | 1                             |
| Арнольд Классик 2011           | 5                             |
| Флекс Про 2011                 | 2                             |
| Мистер Олимпия 2010            | 4                             |
| Гран При Австралия 2010        | 2                             |
| Арнольд Классик 2010           | 4                             |
| Мистер Олимпия 2009            | 3                             |
| Гран При Румыния 2008          | 1                             |
| Мистер Олимпия 2008            | 1                             |
| Гран При Новая Зеландия 2008   | 1                             |
| Гран При Австралия 2008        | 1                             |
| Арнольд Классик 2008           | 1                             |
| Мистер Олимпия 2007            | 3                             |
| Гран При Австралия 2007        | 1                             |
| Арнольд Классик 2007           | 2                             |
| Мистер Олимпия 2006            | 4                             |
| Арнольд Классик 2006           | 1                             |
| Сан-Франциско Про 2005         | 2                             |
| Арнольд Классик 2005           | 1                             |
| Мистер Олимпия 2004            | 4                             |
| Гран При Австралия 2004        | 1                             |
| Сан-Франциско Про 2004         | 1                             |
| Арнольд Классик 2004           | 3                             |
| Айронмен Про 2004              | 1                             |
| Шоу Силы Про 2003              | 1                             |
| Мистер Олимпия 2003            | 3                             |
| Гран При Италия 2003           | 3                             |
| Сан-Франциско Про 2003         | 3                             |
| Арнольд Классик 2003           | 4                             |
| Максимум Про 2003              | 3                             |
| Шоу Силы Про 2002              | 6                             |
| Гран При Голландия 2002        | 3                             |
| Гран При Англия 2002           | 1                             |
| Мистер Олимпия 2002            | 4                             |
| Гран При Австралия 2002        | 2                             |
| Гран При Австрия 2002          | 2                             |
| Сан-Франциско Про 2002         | 3                             |
| Арнольд Классик 2002           | 3                             |
| Гран При Англия 2001           | 4                             |
| Мистер Олимпия 2001            | 8                             |
| Ночь чемпионов 2001            | 2                             |
| Торонто/Монреаль Про 2001      | 2                             |
| Гран При Австралия 2001        | 3                             |
| Арнольд Классик 2001           | 5                             |
| Гран При Венгрия 2001          | 3                             |
| Мистер Олимпия 2000            | 9                             |
| Ночь чемпионов 2000            | 7                             |
| Торонто/Монреаль Про 2000      | 2                             |
| Гран При Венгрия 2000          | 2                             |
| Арнольд Классик 2000           | 5                             |
| Айронмен Про 2000              | 3                             |
| Гран При Англия 1999           | 4                             |
| Чемпионат мира Про 1999        | 4                             |
| Мистер Олимпия 1999            | 9                             |
| Ночь чемпионов 1999            | 3                             |
| Арнольд Классик 1999           | 7                             |
| Нашионалс 1996                 | 6 в категории Полутяжёлый вес |
| Чемпионат США 1995             | 1 в категории Полутяжёлый вес |

## Личная жизнь
Женат, у него четверо детей: Ленард (англ. Lenard), Декстер (англ. Dexter), Джулиан (англ. Julian) и Майа (англ. Maya).
В настоящее время проживает в Джэксонвилле, штат Флорида